# Événement (probabilités)
Pour les articles homonymes, voir Événement.

Jeu de dés : une expérience aléatoire.

En théorie des probabilités, un événement lié à une expérience aléatoire est un sous-ensemble des résultats possibles pour cette expérience (c'est-à-dire un certain sous-ensemble de l'univers lié à l'expérience). Un événement étant souvent défini par une proposition, nous devons pouvoir dire, connaissant le résultat de l'expérience aléatoire, si l'événement a été réalisé ou non au cours de cette expérience.
Par exemple, considérons l'expérience aléatoire consistant à lancer un dé à 6 faces. Son résultat est donné,   quand le dé s'immobilise, par le nombre de points portés par la face supérieure du dé. L'ensemble des résultats possibles d'un lancer de dé est donc l'ensemble {1,2,3,4,5,6}. Au sens indiqué plus haut, l'ensemble {2,4,6}, qui est un sous-ensemble des résultats possibles, constitue un événement. Il peut aussi être formulé en intention par la proposition: obtenir un résultat pair.
Si on lance le dé et que l'on obtient 5 comme résultat, on dira que l’événement obtenir un résultat pair n'est pas réalisé. En intention on justifie cela par le fait que 5 n'est pas pair. Selon l'approche ensembliste on le justifie par le fait que  {\displaystyle 5\notin \{2,4,6\}}. En revanche si on obtient 2 comme résultat, on dira que l’événement obtenir un résultat pair est réalisé, car 2 est pair ou bien parce que {\displaystyle 2\in \{2,4,6\}}. On pourra retenir que selon la vision ensembliste, un événement est réalisé par une expérience si et seulement si le résultat de cette expérience appartient à l'événement (en tant qu'ensemble).
La vision ensembliste est plus pertinente que la vision en intention dès lors qu'on veut décrire en toute généralité les combinaisons d'événements, leurs probabilités, etc. Par exemple, si A et B sont deux événements, l’événement conjoint, désigné en intention par la proposition A et B, correspond à l'intersection ensembliste : {\displaystyle A\cap B}. Toujours sur l'exemple de lancer de dé, sachant que l'événement obtenir un résultat supérieur à 3 est l'ensemble {4,5,6} ,  l'événement conjoint obtenir un résultat pair et supérieur à 3 est l’ensemble: {\displaystyle \{2,4,6\}\cap \{4,5,6\}=\{4,6\}}. Le contraire d'un événement est son complémentaire dans l'ensemble des possibles. Pour le lancer de dé, obtenir un résultat qui n'est pas pair est le complémentaire de {2,4,6} dans {1,2,3,4,5,6} soit l'ensemble {1,3,5}. Enfin la vision ensembliste est aussi commode pour définir la probabilité d'un événement puisqu'elle est égale (dans le cas discret), au rapport du cardinal de l’événement (en tant qu'ensemble) sur le cardinal de l'ensemble des résultats possibles. Pour notre exemple de lancer de dé:
{\displaystyle \mathbb {P} ({\text{obtenir un résultat pair}})={\frac {card(\{2,4,6\})}{card(\{1,2,3,4,5,6\})}}={\frac {3}{6}}=0.5}

## Définition
Soient {\displaystyle \Omega } l'univers d'une expérience aléatoire, {\displaystyle {\mathcal {A}}} une tribu sur {\displaystyle \Omega }, et {\displaystyle \left(\Omega ,{\mathcal {A}}\right)} l'espace probabilisable ainsi constitué. On appelle événement toute partie de {\displaystyle \Omega } qui appartient à la tribu {\displaystyle {\mathcal {A}}}. 
Si l'événement est constitué d'un seul élément, on parle alors d'un événement élémentaire.

## Cas particuliers
L'univers {\displaystyle \Omega } est un événement, regroupant toutes les issues possibles, appelé événement certain.
L'ensemble vide {\displaystyle \emptyset } est un événement, appelé événement impossible.
Pour tout {\displaystyle \omega } appartenant à {\displaystyle \Omega }, représentant une issue possible, le singleton {\displaystyle \{\omega \}} est un événement, appelé événement élémentaire.

## Exemples
Supposons que l’expérience aléatoire considérée soit le tirage à pile ou face d’une piece de monnaie. L’univers de l’expérience {\displaystyle \Omega } comporte alors deux issues possibles, pile et face, et on peut définir pour cette expérience une tribu de quatre événements :
1. l’événement élémentaire {pile} ;
2. l’événement élémentaire {face} ;
3. l’événement certain {\displaystyle \Omega } = {pile, face}, c’est-à-dire tirer soit pile soit face ;
4. l’événement impossible {\displaystyle \varnothing }, c’est-à-dire ne tirer ni pile ni face.

Supposons qu'on dispose de 52 cartes et de deux jokers sur une table et qu'on tire une seule carte. Le tirage d'une carte particulière dans l'univers des 54 cartes, représente alors un événement élémentaire. Les sous-ensembles (y compris les événements élémentaires) sont simplement appelés des « événements ». Des événements de cet univers peuvent être : 
- « obtenir un roi » ensemble constitué des 4 rois (ensemble de quatre événements élémentaires),
- « obtenir une carte de cœur » (ensemble de 13 cartes)
- « obtenir une figure » (ensemble de 12 cartes).

Supposons qu’un assureur automobile considère un échantillon d'automobiliste présentant certains risques. Les événements qui seront considérés pourront être de dépasser ou non un montant total de sinistres supérieur à la franchise. La notion d'événement en probabilités n'est donc pas identique à la notion d'issue. La définition des événements pourra dépendre par exemple de la conception que l'on a du risque (ou vice versa de la chance).

## Opérations ensemblistes sur les événements
Les événements étant des ensembles d'issues, on peut leur appliquer toutes les opérations ensemblistes usuelles.
Soient {\displaystyle A,B\in {\mathcal {A}}} deux événements.
- On appelle complémentaire de {\displaystyle A}, noté {\displaystyle A^{C}} ou {\displaystyle {\bar {A}}}, l'ensemble des éventualités qui n'appartiennent pas à {\displaystyle A}.
  - {\displaystyle A^{C}} est réalisé si et seulement si {\displaystyle A} n'est pas réalisé.
  - Formellement, on a : {\displaystyle A^{C}=\{\omega \in \Omega \mid \omega \notin A\}}.
- On appelle union, ou réunion, des événements, notée {\displaystyle A\cup B} (lire « A union B »), la réunion de leurs éventualités.
  - {\displaystyle A\cup B} est réalisé si l'un des deux événements est réalisé (ou les deux).
  - Formellement, on a : {\displaystyle A\cup B=\{\omega \in \Omega \mid (\omega \in A)\lor (\omega \in B)\}}.
- On appelle intersection, ou conjonction, des événements, notée {\displaystyle A\cap B} (lire « A inter B  »), l'ensemble des éventualités qui leur sont communes.
  - {\displaystyle A\cap B} est réalisé si les deux événements sont simultanément réalisés.
  - Formellement, on a : {\displaystyle A\cap B=\{\omega \in \Omega \mid (\omega \in A)\land (\omega \in B)\}}.
- On appelle différence ensembliste des événements, notée {\displaystyle A\setminus B} (lire « A moins B  »), l'ensemble des éventualités qui appartiennent à {\displaystyle A} mais pas à {\displaystyle B}.
  - {\displaystyle A\setminus B} est réalisé si {\displaystyle A} est réalisé alors que {\displaystyle B} ne l’est pas.
  - Formellement, on a :{\displaystyle A\setminus B=\{\omega \in A\mid \omega \notin B\}}.

## Relations ensemblistes entre événements
Soient {\displaystyle A,B\in {\mathcal {A}}} deux événements. Alors: 
- Les événements sont dits disjoints s'ils n'ont aucune éventualité commune, c'est-à-dire si {\displaystyle A\cap B=\varnothing }.

- On dit que {\displaystyle A} est inclus dans {\displaystyle B}, et on note {\displaystyle A\subset B}, si toutes les éventualités de {\displaystyle A} appartiennent à {\displaystyle B}. La réalisation de l'événement {\displaystyle A} implique alors automatiquement celle de l'événement {\displaystyle B}.

## Expressions ensemblistes d'événements aléatoires
Soient A, B, C trois événements.
Crescendo, six cas probables s'offrent à l'expérience :
- Aucun événement ne se produit :

{\displaystyle {\bar {A}}\ \cap \ {\bar {B}}\ \cap \ {\bar {C}}\ }
- Exactement un événement se produit :

{\displaystyle \left(A\backslash (B\cup C)\right)\ \cup \ \left(B\backslash (C\cup A)\right)\ \cup \ \left(C\backslash (A\cup B)\right)\ }
- Au moins un événement se produit :

{\displaystyle A\ \cup \ B\ \cup \ C\ }
- Deux événements au plus se produisent :

{\displaystyle {\bar {A}}\ \cup \ {\bar {B}}\ \cup \ {\bar {C}}\ }
- Au moins deux événements se produisent :

{\displaystyle \left(B\cap C\right)\ \cup \ \left(C\cap A\right)\ \cup \ \left(A\cap B\right)\ }
- Les trois événements se produisent :

{\displaystyle \ A\ \cap \ B\ \cap \ C\ }

(Les formules peuvent être généralisées à un ensemble N d'événements.)